# Milton Núñez
Milton Omar Núñez García (né le 30 octobre 1972 à Sambo Creek au Honduras) est un joueur de football international hondurien, qui évoluait au poste d'attaquant.

## Biographie

### Carrière en sélection
Avec l'équipe du Honduras, il joue 83 matchs (pour 33 buts inscrits) entre 1994 et 2008. 
Il figure notamment dans le groupe des sélectionnés lors des Gold Cup de 1996, de 2000 et de 2005.
Il joue également 14 matchs comptant pour les tours préliminaires des coupes du monde 1998, 2002, 2006 et 2010.

## Palmarès
| Comunicaciones - Championnat du Guatemala (3) : - Champion : 1994-95, 1996-97 et 1997-98. |  | Nacional - Championnat d'Uruguay (2) : - Champion : 1998 et 2001. |

| CD Marathón - Championnat du Honduras (2) : - Champion : 2004 (Ouverture) et 2008 (Ouverture). |  | Real España - Championnat du Honduras (1) : - Champion : 2007 (Clôture). |

 CD Olimpia
- Championnat du Honduras (1) :
  - Champion : 2008 (Clôture).